# 河岳英灵集
《河岳英灵集》是唐代诗歌总集，唐代殷璠编选。共三卷。
《河岳英灵集》仿梁昭明太子撰《文选》方式，选录盛唐开元二年（714年）至安史之亂前夕（天宝十二载，753年）的詩人，自常建至閻防等二十四人，共收诗二百三十四首。今存二百三十首，有殷璠的《叙》和《论》。《河岳英灵集》所选诗人歷仕坎坷，“皆淹蹇之士”，其职官品阶最高是王维，這與殷璠本人仕途不顺达有關。河嶽英靈集為現存盛唐詩最重要的選本，王維、孟浩然、李白、王昌齡、髙適和岑參皆有入選。